# Моро, Фостер
Фостер Отар Моро (англ. Foster Hotard Moreau; 6 мая 1997, Новый Орлеан, Луизиана) — профессиональный американский футболист, тайт-энд. Известен по выступлениям в составе клуба НФЛ «Лас-Вегас Рэйдерс». На студенческом уровне играл за команду университета штата Луизиана. На драфте НФЛ 2019 года был выбран в четвёртом раунде.

## Биография

### Любительская карьера
Фостер Моро родился 6 мая 1997 года в Новом Орлеане. Кроме него, в семье Триши и Лайла Моро было ещё три дочери. Учился в католической школе ордена Иезуитов. Моро завершил карьеру в школьной футбольной команде, набрав 1210 ярдов с 15 тачдаунами. В 2014 году вместе с командой он выиграл чемпионат штата. Также он был стартовым центровым школьной баскетбольной команды.
После окончания школы поступил в Университет штата Луизиана. За команду колледжа Моро начал играть с первого года обучения, чаще выходя на поле при возврате пантов и начальных ударов. В составе нападения «Тайгерс» он стал выходить на поле в 2016 году. На третий сезон, в 2017 году, он стал основным тайт-эндом команды, сыграв во всех тринадцати матчах и став четвёртым по набранным на приёме ярдам. В матче за Ситрус Боул против «Нотр-Дама» Моро набрал 64 ярда. В заключительный год он получил от тренеров команды №18, имеющий особое значение в университете, и принял участие в тринадцати играх. После завершения сезона его пригласили сыграть на Матче всех звёзд выпускников колледжей. Всего за карьеру в NCAA Моро сыграл 49 матчей, из них 32 в стартовом составе. Университет он окончил в декабре 2018 года.

#### Статистика выступлений в NCAA
| Сезон | Команда     | Игры | Приём | Приём | Приём | Приём | Вынос | Вынос | Вынос | Вынос |
| Сезон | Команда     | Игры | Rec   | Yds   | Y/A   | TD    | Att   | Yds   | Y/A   | TD    |
| ----- | ----------- | ---- | ----- | ----- | ----- | ----- | ----- | ----- | ----- | ----- |
| 2015  | ЛСЮ Тайгерс | 12   | 0     | 0     | 0,0   | 0     | 0     | 0     | 0,0   | 0     |
| 2016  | ЛСЮ Тайгерс | 11   | 6     | 79    | 13,2  | 1     | 0     | 0     | 0,0   | 0     |
| 2017  | ЛСЮ Тайгерс | 13   | 24    | 278   | 11,6  | 3     | 0     | 0     | 0,0   | 0     |
| 2018  | ЛСЮ Тайгерс | 13   | 22    | 272   | 12,4  | 2     | 0     | 0     | 0,0   | 0     |
| Всего | Всего       | 49   | 52    | 629   | 12,1  | 6     | 0     | 0     | 0,0   | 0     |

### Профессиональная карьера
Перед драфтом НФЛ 2019 года эксперты отмечали хорошую работу Моро на маршрутах, хотя в университете тренеры чаще использовали его в роли блокирующего игрока. К числу слабостей тайт-энда относили недостаток мышечной массы и не всегда правильное принятие решений после приёма мяча. На драфте он был выбран клубом «Окленд Рэйдерс» в четвёртом раунде под общим 137 номером.
Контракт с командой Моро подписал 2 мая 2019 года. Сумма четырёхлетнего соглашения составила 3 млн долларов. Генеральный менеджер «Окленда» Майк Мейок, комментируя сделку, сообщил, что клуб доволен новичком и в первую очередь планирует задействовать его в роли блокирующего тайт-энда. В НФЛ он дебютировал на первой игровой неделе сезона 2019 в матче с «Денвер Бронкос». По ходу чемпионата он заработал место второго тайт-энда команды после Даррена Уоллера. В тринадцати сыгранных матчах Моро сделал 21 приём, не допустив ни одной ошибки при ловле. По оценкам издания Pro Football Focus он стал вторым среди новичков лиги в своём амплуа. В 2020 году Моро был ключевым блокирующим тайт-эндом в составе Рэйдерс, сыграв в шестнадцати матчах и сделав семь приёмов на 140 ярдов.
Такую же роль в нападении команды Моро играл в 2021 году. Он выходил на поле в семнадцати играх регулярного чемпионата, сделав 30 приёмов на 373 ярда с тремя тачдаунами. В сезоне 2022 года он стал более заметной фигурой в пасовой игре, установив личные рекорды по количеству приёмов и набранных ярдов. Несмотря на прогресс, клуб не стал предлагать игроку новый контракт и он получил статус свободного агента. В марте 2023 года, когда Моро проходил медицинский осмотр в «Нью-Орлеан Сэйнтс», ему была диагностирована лимфома Ходжкина. После этого он объявил о приостановке спортивной карьеры. 

#### Статистика выступлений в НФЛ

##### Регулярный чемпионат
| Сезон | Команда           | Игры | Приём | Приём | Приём | Приём | Вынос | Вынос | Вынос | Вынос |
| Сезон | Команда           | Игры | Rec   | Yds   | Y/A   | TD    | Att   | Yds   | Y/A   | TD    |
| ----- | ----------------- | ---- | ----- | ----- | ----- | ----- | ----- | ----- | ----- | ----- |
| 2019  | Окленд Рэйдерс    | 13   | 21    | 174   | 8,3   | 5     | 0     | 0     | 0,0   | 0     |
| 2020  | Лас-Вегас Рэйдерс | 16   | 7     | 140   | 20,0  | 2     | 0     | 0     | 0,0   | 0     |
| 2021  | Лас-Вегас Рэйдерс | 17   | 30    | 373   | 12,4  | 3     | 0     | 0     | 0,0   | 0     |
| 2022  | Лас-Вегас Рэйдерс | 15   | 33    | 420   | 12,7  | 2     | 0     | 0     | 0,0   | 0     |
| Всего | Всего             | 61   | 91    | 1107  | 12,2  | 12    | 0     | 0     | 0,0   | 0     |

##### Плей-офф
| Сезон | Команда           | Игры | Приём | Приём | Приём | Приём | Вынос | Вынос | Вынос | Вынос |
| Сезон | Команда           | Игры | Rec   | Yds   | Y/A   | TD    | Att   | Yds   | Y/A   | TD    |
| ----- | ----------------- | ---- | ----- | ----- | ----- | ----- | ----- | ----- | ----- | ----- |
| 2021  | Лас-Вегас Рэйдерс | 1    | 0     | 0     | 0,0   | 0     | 0     | 0     | 0,0   | 0     |
| Всего | Всего             | 1    | 0     | 0     | 0,0   | 0     | 0     | 0     | 0,0   | 0     |